# Бор (Череповецкий район)
Бор — деревня в Череповецком районе Вологодской области.
Входит в состав Николо-Раменского сельского поселения, с точки зрения административно-территориального деления — в Николо-Раменский сельсовет.
Расстояние по автодороге до районного центра Череповца — 102 км, до центра муниципального образования Николо-Раменья — 12 км. Ближайшие населённые пункты — Красный Двор, Ручьи, Харламовская.
По переписи 2002 года население — 51 человек (25 мужчин, 26 женщин). Всё население — русские.